# Så är fullkomnat, Jesus kär
Så är fullkomnat, Jesus kär är en gammal passionspsalm i åtta verser av Jesper Swedberg från 1694. Den bearbetades av Johan Olof Wallin 1816 och fick behålla alla verserna. Efter Britt G. Hallqvists bearbetning 1983 ströks en vers.
Inledningsorden 1695 är:
Så är fullkomnat Jesu kär
hvad om tin dödh förkunnat är
Melodin är en tonsättning som anges vara "svensk 1697".

## Koralbearbetningar
- Så är fullkomnat, Jesus kär ur Fastekoraler av Bengt-Göran Sköld.[1]

## Publicerad som
- Nr 160 i 1695 års psalmbok under rubriken "Om Christi Begrafning".
- Nr 99 i 1819 års psalmbok under rubriken "Jesu lidande, död och begravning: Jesu begravning".
- Nr 207 i Sionstoner 1935 med titelraden "Tack vare dig, o Jesu kär" under rubriken "Passionstiden".
- Nr 99 i 1937 års psalmbok under rubriken "Passionstiden".
- Nr 458 i Den svenska psalmboken 1986 under rubriken "Fastan".
- Nr 69 i Finlandssvenska psalmboken 1986 under rubriken "Fastetiden".